# 驪城県
驪城県（れいじょう-けん）は中華人民共和国河北省にかつて存在した県。現在の唐山市楽亭県南西部に相当する。
前漢により設置され後漢により廃止された。